# Noctepuna mayana
Noctepuna mayana är en snäckart som först beskrevs av Hedley 1899.  Noctepuna mayana ingår i släktet Noctepuna och familjen Camaenidae. Inga underarter finns listade i Catalogue of Life.